# هاري ر. لويس
هاري ر. لويس (بالإنجليزية: Harry R. Lewis)‏ هو عالم حاسوب أمريكي، ولد في 19 أبريل 1947 في بوسطن في الولايات المتحدة.